# Luisenschule Wörlitz

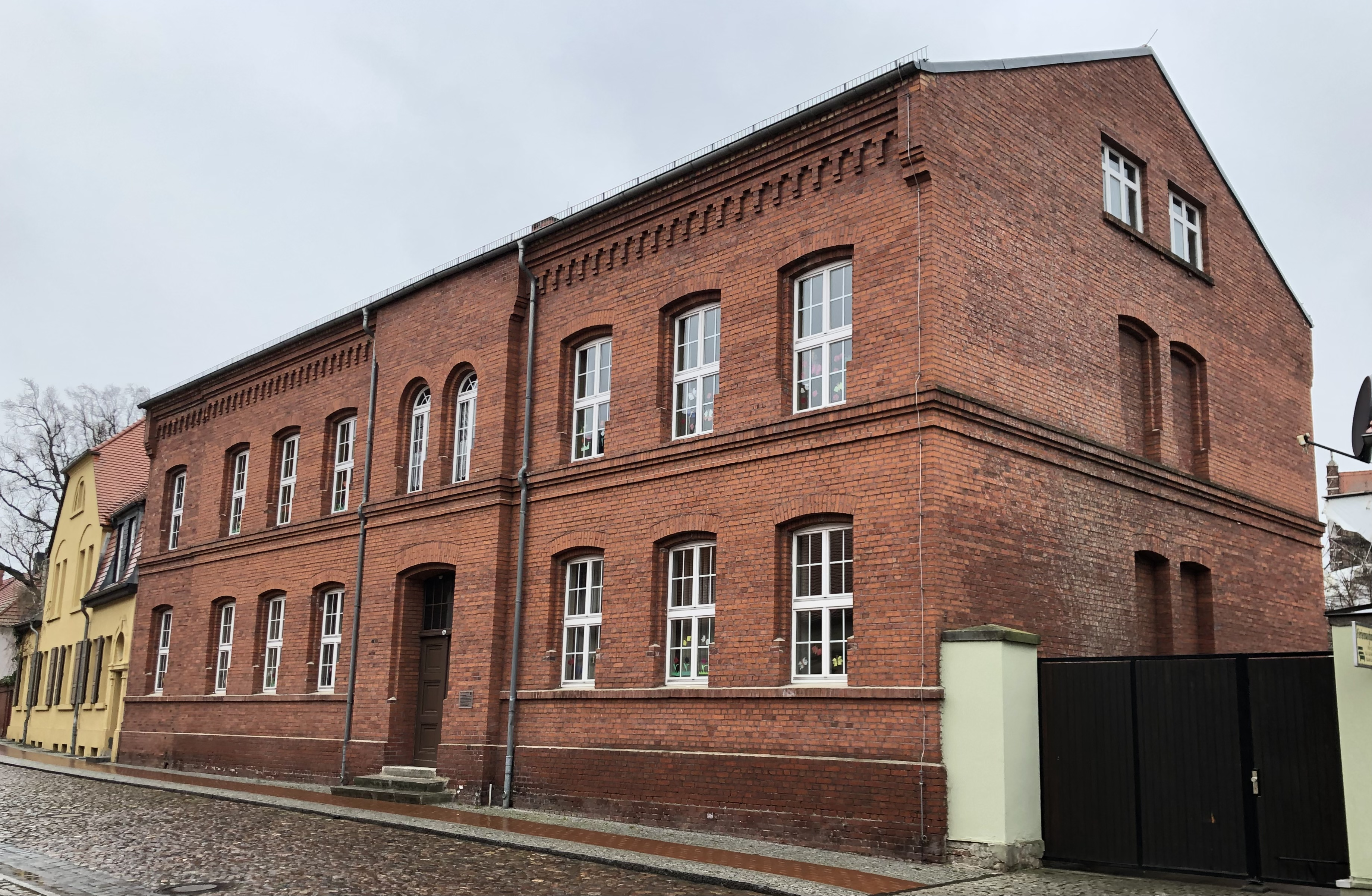
Luisenschule im Jahr 2022

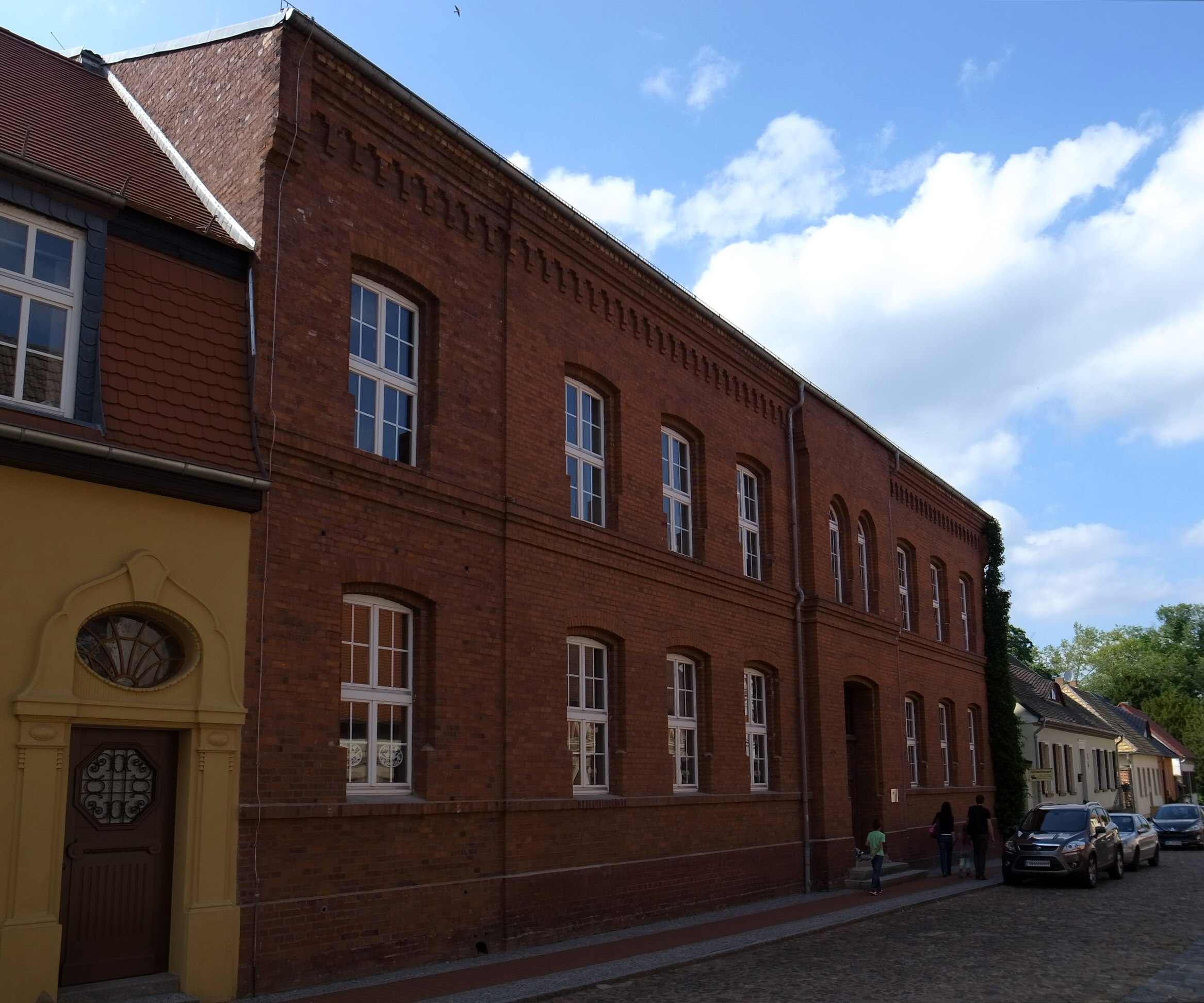
2014

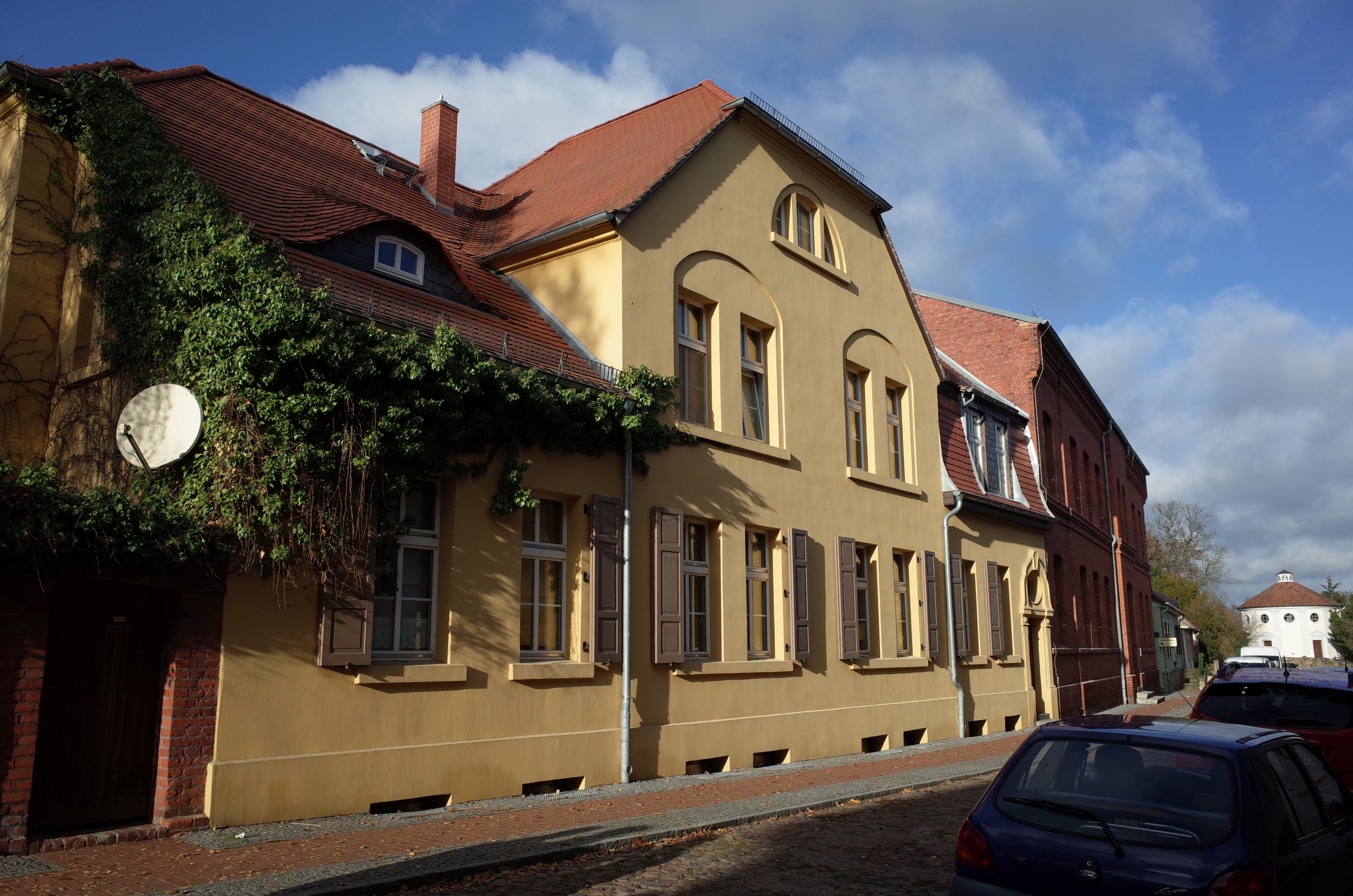
Neobarocker Bau, 2014

Die Luisenschule Wörlitz ist eine Grundschule in Oranienbaum-Wörlitz in Sachsen-Anhalt. Die Schulgebäude sind denkmalgeschützt.

## Lage
Die Schule befindet sich im nördlichen Teil des Ortsteils Wörlitz, auf der Westseite der Amtsgasse an der Adresse Amtsgasse 37. Die Schule nutzt auch das Haus in der Amtsgasse 36 als Lehrerzimmer und für die pädagogische Mitarbeiterin. 

## Ausstattung der Schule
Im Schulkomplex sind fünf Klassenräume untergebracht. Darüber hinaus besteht ein PC-Raum, ein Werkraum, ein Schulgartenraum, zwei Räume für den Frühort und ein Speiseraum. Außerdem gibt es ein Lehrerzimmer und zwei Zimmer für pädagogische Mitarbeiter. Neben der Schulleiterin sind an der Schule vier Lehrerinnen und eine Sekretärin tätig. Es werden die Klassenstufen eins bis vier unterrichtet.
In Oranienbaum-Wörlitz bestehen keine festgelegten Schulbezirke. Die Schülerbeförderung für die Luisenschule erfolgt aus den Orten Griesen, Gohrau, Rehsen, Riesigk und Vockerode.
Für die Schule besteht ein Schulförderverein.

## Architektur und Geschichte
Schon im Jahr 1773 wurde eine Knabenschule vom Standort des heutigen Marstalls in die Amtsgasse verlegt, um Platz für die Anlegung des Wörlitzer Parks zu schaffen. 1801 war an der Schule ein Rektor und ein Kantor tätig. Ab 1811, andere Angaben nennen das Jahr 1810, bestand hier auch eine Mädchenschule, die zwischen dem damaligen Schulgebäude und der Kaplanei Wörlitz errichtet worden war. Im Jahr 1833 wurden von vier Lehrern und einer Lehrerin insgesamt an beiden Schulen 450 Kinder unterrichtet. Der Rektor war Theologe und auch als Pfarrer tätig. 1867 wurden 397 Kinder (184 Mädchen und 213 Jungen) unterrichtet, die Zahl der Lehrer war unverändert. Für die jüdischen Kinder bestand eine eigene Schule, die jedoch nur von sieben Kindern besucht wurde und etwas später geschlossen wurde. Außerdem verfügte Wörlitz über eine Kleinkinderbewahranstalt. 1874 wurde der Turnunterricht, 1876 das Schulläuten mit Glocke eingeführt. Ab 1889 wurde im Winter für den Turnunterricht der Saal der Goldenen Weintraube genutzt.
Der heutige Schulkomplex besteht aus drei Gebäuden, die zu unterschiedlichen Zeiten entstanden. Der zweigeschossige Backsteinbau entstand 1877, da die alten Schulgebäude nicht mehr ausreichend Platz boten. Es wurden dabei acht Klassenräume für 300 Kinder geschaffen. Andere Angaben nennen sechs Klassenräume und eine Lehrerwohnung. Im Jahr 1879 wurde ein Fachlehrersystem eingerichtet. Das benachbarte neobarocke Lehrerhaus wurde 1910 und die zur Förstergasse hin ausgerichtete Turnhalle 1915 errichtet. Die Turnhalle entstand an der Stelle eines ehemaligen Konfirmandensaals und wurde von Martin Weinstein gestiftet. Der Wörlitzer Jude Martin Weinstein war in Wörlitz zur Schule gegangen und war in Lissabon als Diplomat tätig.
1922 unterrichteten an der Schule neben dem Rektor, der seit 1878 ein Pädagoge war, drei Lehrer und eine Lehrerin.
Da der Platz nicht reichte, wurde im Jahr 1967 in Wörlitz am Ende der Hainichtengasse ein neues Schulgebäude errichtet, in dem die Klassenstufen fünf bis zehn unterrichtet worden. Die ersten vier Klassenstufen blieben jedoch am Standort in der Amtsgasse. Schulunterricht in der Hainichtengasse besteht heute jedoch nicht mehr. Im Jahr 2007 wurde die Grundschule in der Amtsgasse als Luisenschule benannt. Der Name verweist auf die Fürstin Luise von Anhalt-Dessau.
Ab 2020 wurden Sanierungsarbeiten durchgeführt. Dabei wurden im August 2020 Holzfenster und Eingangstüren saniert. Im August 2021 wurden in den Klassenräumen und Fluren Akustikelemente an Decken und Wänden angebracht und eine Brandschutztür eingebaut. Januar 2022 folgte eine Renovierung der Innentüren.
Im örtlichen Denkmalverzeichnis ist die Schule unter der Erfassungsnummer 094 40015 als Baudenkmal eingetragen.